# Austin Jackson
Austin Jackson (Sacramento, 11 agosto 1999) è un giocatore di football americano statunitense che milita nel ruolo di offensive tackle per i Miami Dolphins della National Football League (NFL).

## Carriera universitaria
Jackson giocò tutte le 14 partite nella sua prima stagione con i Trojans, giocando come offensive lineman e negli special team dove bloccò un field goal contro Colorado. L'anno seguente fu nominato tackle sinistro titolare e disputò tutte le 12 partite. Nell'ultima stagione fu inserito nella formazione ideale della Pacific-12 Conference.

## Carriera professionistica
Jackson fu scelto nel corso del primo giro (18º assoluto) del Draft NFL 2020 dai Miami Dolphins. Debuttò come professionista partendo come titolare nella gara del primo turno contro i New England Patriots. La sua stagione da rookie si chiuse con 13 presenze, tutte tranne una come titolare.

## Famiglia
Il padre, Melvin Jackson, giocò con i Green Bay Packers dal 1976 al 1980.